# A vivir que son dos días
A vivir que son dos días és un programa de ràdio d'Espanya i Colòmbia emès per la Cadena SER i Caracol Radio, respectivament. El programa, que s'emet dissabtes i diumenges de 8 a 12 a Espanya, i dissabtes, diumenges i dilluns festius a Colòmbia de 7 a 9 del matí, correspon al format de magazín o espai de varietats i entreteniment, en el qual, per mitjà de diferents seccions, es tracten novetats culturals, socials, polítiques i humanes, així com informació útil sobre oci. S'inclouen també debats, entrevistes i consells culinaris, i la informació del trànsit, llocs per anar de pont i recomanacions de viatges a Colòmbia.

## Història

### 1988-1994
El programa es va estrenar a Espanya el 12 de març de 1988 amb una entrevista al llavors vicepresident del govern Alfonso Guerra. Estava dirigit i presentat per la periodista Concha García Campoy des de les 9 fins a les 12 i comptava amb la col·laboració de Javier Rioyo, José Luis de Vilallonga, Matías Antolín, Andrés Moya i Macarena Salazar.
Durant els seus primers anys, va aconseguir interessants documents sonors, com una entrevista a Rafael Escobedo, pocs dies abans de la seva mort o el missatge dirigit per Joan Carles I el juny de 1990. El juliol de 1990 va assumir la temporada d'estiu la periodista Carmen Juan. El programa va aconseguir gran èxit entre l'audiència, i segons dades de l'Estudi General de Mitjans, el gener de 1990 era el programa més escoltat dels caps de setmana. El març de 1991 havia aconseguit els 661.000 oients. Un any després confirmava el seu lideratge amb 1.006.000 oients els dissabtes i 910.000 els diumenges.
El 1993, després de ser substituïda temporalment per Elena Markínez durant la seva baixa per maternitat, Concha García Campoy va abandonar definitivament el programa en ser fitxada per Antena 3 Radio. Va ser substituïda fins a final de temporada per María Esperanza Sánchez.

### 1994-1996
Un any després serien Marta Robles i Javier Rioyo els responsables de dirigir i presentar el programa, que va conservar el mateix horari però ca experimentar importants canvis, des de la seva sintonia fins a les seccions. Van explicar com a col·laboradors amb Eduardo Haro Tecglen, Feliciano Fidalgo, Carlos Boyero, Fernando Rodríguez Lafuente, Isabel Estapé, Charles Powell, Cristina Frazier o Maruja Torres. Amb les corresponents substitucions estiuenques (Cayetana Guillén Cuervo el 1995 i Mari Pau Domínguez el 1996), Marta Robles va estar al capdavant de l'espai fins a l'inici de la temporada 1996-1997, en què es va decidir centrar-se en la seva carrera televisiva. Va ser en aquest període quan el programa va aconseguir la fita radiofònica històrica de passar del milió d'oïdors en el cap de setmana.

### 1996-2005
Després de la marxa de Marta Robles, va assumir la conducció del programa Fernando G. Delgado des de Radio Valencia. El magazín va conservar el seu horari de 9 a 12, però es va renovar amb la creació de la secció "Diario de un mirón", una microsecció "A beber que son dos días" amb Andreu Buenafuente i El Terrat; i per acabar el programa, un diàleg amb Manolito Gafotas, el personatge creat i amb la veu d'Elvira Lindo. En aquesta etapa es va mantenir el lideratge, comptant l'abril de 1997 i segons l'EGM, amb 1.257.000 oients els dissabtes i a 1.002.000 els diumenges.

### 2005-2007
A l'inici de la temporada 2005-2006 Àngels Barceló va passar a dirigir i presentar el programa des de Ràdio Barcelona, aconseguint el seu rècord d'audiència amb 1.875.000 oients els dissabtes i 1.539.000 els diumenges (desembre de 2006). Com a novetat el programa es va ampliar de 8 a 9 per incorporar un tram informatiu (es va suprimir una hora del programa precedent Matinal SER). A les 8 del matí després d'un breu resum informatiu amb Àngels Barceló, la llavors directora de Matinal SER Isabel León prenia el relleu des de Radio Madrid fins a les 9.
Després de la primera hora informativa, començava la tertúlia d'actualitat que incloïa la revista de premsa nacional d'Eduardo Sotillos, i la revista de premsa internacional de Montserrat Domínguez des de setembre de 2007. Els dissabtes prosseguia amb les seccions de "Viajeros en Tránsito", "El club de Lectura" amb Manu Berástegui i Òscar López, i, per acabar, les converses guiades pel cuiner Sergi Arola. Els diumenges el programa continuava amb les entrevistes de "Vis a Vis", "La Ciencia para Curiosos" amb el director del CSIC Carlos Martínez, "Pasión Catódica" amb Ignacio Armada i Isabel Alba, "El Retrovisor" amb John Carlin, Diego Galán, Lola Garrido i Miquel Jurado, i, per acabar el cap de setmana amb "El Telón" de Josep Maria Pou.
Lourdes Lancho, anterior col·laboradora de Julia Otero a La Radio de Julia (Onda Cero) i a La Columna (TV3), va fer gairebé totes les substitucions vacacionals.

### 2008-2012
A partir de gener de 2008, el magazín va ser presentat i dirigit per Montserrat Domínguez, col·laboradora del programa des de setembre de 2007, després de la marxa d'Àngels Barceló a Hora 25, l'informatiu nocturn diari de la Cadena SER.
Com a novetat, a causa que el programa va tornar a realitzar-se des de Radio Madrid (seu dels serveis informatius de la Cadena SER), Montserrat Domínguez va prendre les regnes del programa des de la primera hora, presentant el tram informatiu de 8 a 8:30, però avançant l'inici de la tertúlia d'actualitat a les 8:30.
La redactora del programa Purificació Beltrán va ser la conductora substituta dos dies durant la Setmana Santa de 2008, mentre que la redactora procedent dels serveis informatius Marta González Novo es va encarregar de la direcció de l'etapa estival del programa durant tot l'estiu de 2008. El magazín del cap de setmana va celebrar el seu vintè aniversari l'11 d'octubre de 2008 entrevistant tots els presentadors-directors anteriors.

### 2012
A partir de setembre de 2012 el programa és dirigit i presentat pel periodista Javier del Pino, anteriorment corresponsal de l'emissora a EUA i editor d'Hora 25.

## Premis
- Premi Ondas (1989, 2015).
- Antena d'Or (2014) a Javier del Pino
- Antena de Plata a Concha García Campoy.
- Micròfon d'Or a Concha García Campoy.